# Ernest Borgnet
Ernest Borgnet est un homme politique français né le 3 février 1846 à Rouen (Seine-Inférieure) où il est mort le 30 décembre 1926.

## Biographie
Ernest Borgnet fait des études au lycée Corneille à Rouen. Clerc d'avoué, il reprend le négoce de grains de son père, rue Saint-Vivien, en 1871, et l'exerce jusqu'en 1885 pour devenir directeur de la Caisse d’Épargne de Rouen. Il est juge au tribunal de commerce en 1899, conseiller municipal de Rouen en 1900 et conseiller général en 1901. Il est député de Seine-Maritime de 1902 à 1906, inscrit au groupe de l'Union démocratique.
Ses obsèques ont lieu à l'église Saint-Joseph de Rouen et il est inhumé au cimetière monumental de Rouen.

### Sources
- « Ernest Borgnet », dans le Dictionnaire des parlementaires français (1889-1940), sous la direction de Jean Jolly, PUF, 1960 [détail de l’édition]
- « Mort de M. Ernest Borgnet ancien député de Rouen », Journal de Rouen,‎ 31 décembre 1926, p. 3-4 (lire en ligne, consulté le 30 août 2017)